# Nov (Izrael)
Nov (hebrejsky נוֹב, podle zdejší vysídlené syrské vesnice Nab, která uchovávala název židovského sídla z dob Talmudu, v oficiálním přepisu do angličtiny Nov) je izraelská osada a vesnice typu mošav na Golanských výšinách v Oblastní radě Golan.

## Geografie
Vesnice se nachází v nadmořské výšce 410 metrů, cca 23 kilometrů severovýchodně od města Tiberias, cca 75 kilometrů východně od Haify a cca 127 kilometrů severovýchodně od centra Tel Avivu. Leží na náhorní plošině v jižní části Golanských výšin, jižně od vádí Nachal El Al, které teče západním směrem do Galilejského jezera. Jihovýchodně od obce se terén prudce svažuje do údolí vodního toku Nachal Rakad, který odděluje území izraelské a syrské kontroly a tvoří hranici Golanských výšin.
Vesnice je situována v oblasti s hustou sítí zemědělského osídlení, takřka výlučně židovského, tedy bez arabských sídel. Je součástí bloku nábožensky orientovaných sídel zvaného Guš Chispin, do kterého patří ještě vesnice Avnej Ejtan, Chispin a Ramat Magšimim. Na dopravní síť Golanských výšin je napojena pomocí silnice číslo 98 - hlavní severojižní komunikace v tomto regionu.

## Dějiny
Nov leží na Golanských výšinách, které byly dobyty izraelskou armádou v roce 1967 a jsou od té doby cíleně osidlovány Izraelci. Tato vesnice byla založena skupinou nábožensky orientované mládeže okolo organizací ha-Po'el ha-Mizrachi a Bnej Akiva v létě 1972. Tito první osadníci žili po dobu výstavby nové vesnice poblíž v provizorních podmínkách v lokalitě nynější vesnice Ramat Magšimim. V zimě na přelomu let 1973-1974 se změnila v trvalou vesnici. V říjnu 1973 během Jomkipurské války byla rozestavěná osada terčem syrského útoku a ženy a děti musely být evakuovány. Na svátky Chanuka v roce 1973 zde ale přesto bylo předáno prvních čtrnáct domů do užívání. V oficiálních statistikách se jako rok vzniku obce uvádí 1973.
Osadníci byli ideově blízcí Národní náboženské straně. Ve zprávě z roku 1977 vypracované pro Senát Spojených států amerických se plocha vesnice udává na 4000 dunamů (4 kilometry čtvereční). Počet obyvatel se tehdy odhadoval na 150.
Ekonomika obce je založena na zemědělství a turistice včetně turistického ubytování (nově budovaná turistická vesnice: Kfar Tajaroti - כפר תיירותי). V osadě se nachází synagoga (dostavěna roku 1999) s Bejt midraš. Fungují zde zařízení předškolní péče o děti. Základní škola je v sousední obci Chispin, kde je i vyšší stupeň vzdělání - ješiva. Ve vesnici Nov působí Midraša (Midreshet Nov - מדרשת נוב ), do které dochází cca čtyřicet dívek. Obyvatelům mošavu Nov je k dispozici obchod se smíšeným zbožím.

## Demografie
Nov je osadou s nábožensky založenými obyvateli. Jde o menší sídlo vesnického typu s dlouhodobě rostoucí populací. K 31. prosinci 2014 zde žilo 830 lidí. Během roku 2014 vzrostla populace osady o 2,6 %.
| Rok            | 1983 | 1995 | 1999 | 2000 | 2001 | 2003 | 2004 | 2005 | 2006 | 2007 | 2008 | 2009 | 2010 | 2011 | 2012 | 2013 | 2014 |
| -------------- | ---- | ---- | ---- | ---- | ---- | ---- | ---- | ---- | ---- | ---- | ---- | ---- | ---- | ---- | ---- | ---- | ---- |
| Počet obyvatel | 269  | 353  | 382  | 413  | 424  | 465  | 484  | 504  | 510  | 529  | 529  | 603  | 631  | 659  | 783  | 809  | 830  |